# جانا نانینی
جانا نانینی (به ایتالیایی: Gianna Nannini) (زادهٔ ۱۴ ژوئن ۱۹۵۶) خواننده-ترانه‌سرا و موزیسین پاپ زن ایتالیایی است. به نظر می‌رسد عمده شهرت او به‌خاطر آهنگ زیبا و غیرممکن (۱۹۸۶) باشد.

## زندگی‌نامه
جانا نانّینی در سال ۱۹۵۶ در سیه‌نا به دنیا آمد. او پیانو را در لوکا و آهنگسازی را در میلان آموخت. او خواهر بزرگتر آلساندرو نانینی راننده پیشین فرمول یک است. نانینی در سال ۱۹۹۴ در رشته فلسفه از دانشگاه سیه‌نا دانش‌آموخته شد. یک سال بعدتر او در یک تجمع اعتراض‌آمیز سازمان صلح سبز در مقابل سفارت فرانسه در رم، که به دلیل قصد دولت فرانسه برای پیگیری آزمایش هسته‌ای در موروروا صورت گرفته بود، شرکت کرد. نانینی در سال ۲۰۱۰ در ۵۶ سالگی اعلام کرد که باردار است و آلبوم در پیش روی خودرا به فرزندش تقدیم کرد.

## حرفه
نخستین کامیابی او با تک‌آهنگ آمریکا و آلبوم کالیفرنیا در سال ۱۹۷۹ صورت گرفت. این آثار در چندین کشور اروپایی به موفقیت رسیدند. نانینی هنگامی در ایتالیا به شهرت دست یافت که ششمین آلبوم خود را با نام پازل در سال ۱۹۸۴ به بازار عرضه کرد. این آلبوم در صدر جدول ده آهنگ پرفروش کشورهای ایتالیا، آلمان، اتریش و سوئیس جای گرفت. او تاکنون در حدود سی آلبوم منتشر کرده‌است.